# 同春縣
同春縣位于雲南省東南部，民國三十八年（1949年）置，因境內有同春山，即訂名為同春縣。

## 歷史沿革[1]
民國三十年(1941年)，國民政府實施新縣制之初，石屏縣縣長宋嘉晉呈文報雲南省民政廳，請將該屬「江外之瓦璋、思陀、左能、洛恐、上下虧容五土司地及建水縣之溪處、元江縣之迤薩鎮合併划置新治，俾易管理」。雲南省民政廳已將此呈轉有關各縣，因各地意見不一，加之日軍佔領越南、寮國等國，抗日任務緊迫，民政廳決定： 「划縣之事暫不議」。
民國三十七年(1948年)召開昆明區行政會議時，雲南省第五行政督察區（駐建水）專員朱仲翔提出，將該區各縣江外地區劃置為兩縣的建議稱：「該地區遠在江外，互相插花，且土司封建思想素極濃厚，為政令所難及，管理所難周，作姦犯科之事，層出不窮，如違禁種煙、或潛藏盜匪，皆隨環境而發生，根本之圖，應划置新治以資坐鎮，既可便利管理，並可免除區域之紛爭。」
同年，雲南省政府主席盧漢批：「江外有設治之必要，經多方考查，江外各鄉鎮因地處邊陲，距縣府程途窵遠，政令推行鞭長莫及，今後為勘亂鞏固國防，避免奸偽乘隙活動，煽惑夷胞，及加強推行地方自治，捍衛邊防，政治問題，實為當前之急務。」
民國三十八年(1949年)1月6日，雲南省民政廳以民貳三字第032號文呈報省政府，提出江外划置兩縣的意見：
- 「江外地區為蒙自、箇舊、建水、石屏、元江、墨江等縣插花地段，僻在邊隅，民情特殊，土司勢力尤存，素稱難治，民族有漢夷及土僚、倮羅、窩伲、撲喇、苗人、儂人，勞烏、沙人、僰人、民家、糯比、山蘇、徭人、苦蔥、阿梭、卡墮、西模羅、羅謀、阿木、那密、阿車、那路、羅緬、濮曼等多種，物產有稻麥、雜糧、煙草、甘蔗、檳榔、紫米等，人民生活習慣別於內地，各該縣政府對之均感鞭長莫及，舉凡治安、徵兵、征糧、禁煙、戶口保甲諸要政，每多不易推進，積沿日久，幾同化外」。
- 「茲依據各該縣地理歷史山川環境及民俗習慣，考查當地治安、禁煙、戶政保甲狀況，並參酌朱專員意見，擬將建水之六合、瑞雲、敦厚、太和、猛弄、永樂等六鄉鎮，計有人口31367人，蒙自之犒吾、克甲、納更等三鄉鎮，計有人口13319人，箇舊之和鄰鄉，計有人口4312人，本區合計十鄉鎮48998人，划置為一縣，縣治設蒙自犒吾鎮之逢春嶺、或建水屬之敦厚鎮，二者請擇其一，至縣名因境內有同春山，即擬訂名為同春縣。
- 「就各該縣江外地段形勢詳加考查，因區域遼闊，民族複雜，若僅划置一縣，仍感不便治理，故再擬將建水之永平鄉、及永樂鄉所屬之三猛地，計有人口5887人，石屏之瓦璋、洛左、思陀三鄉，計有人口12535人，元江之大興鎮、騎馬鄉，計有人口8891人，本區合計八鄉鎮31160人，另為划置一縣，縣治與元江所屬之大興鎮為適中，可以控馭全區，縣名因有李仙江流經其境，擬命名為李仙縣。後取安靖南防之意，擬命名為靖南縣」
- 「至於經濟、文化、交通等項之開發，則有待於設治後陸續推進，就設置新縣面積人口與漾濞、思茅、六順等縣相比較，尚屬超過，故於沒治條件已具備，綜上所述，實有划置兩縣分治之必要，該石屏縣政府及縣參議會呈將該縣及建水、元江所屬江外各鄉鎮紳民代表所請暫緩設治一節，擬勿庸置議」

民國三十八年（1949年）5月21日，總統指令准雲南省增設同春靖南兩縣。
總統指令 穗統一字第十七號 三十八年五月二十一日 

令行政院（仍另行文）
三十八年五月十七日卅八穗四字第三五九六號呈，為雲南省增設同春靖南兩縣，請鑒核公布並鑄發各該縣印由。呈件均悉。准予備案。縣印仰候飭局鑄發可也。此令。

代　總　統　李宗仁

行政院院長　何應欽

同年，中华民国失去大陆政权，同春县未能正式成立。

## 管轄區域
劃下列各縣之一部,合計十鄉鎮:
- 建水之六合、瑞雲、敦厚、太和、猛弄、永樂等六鄉鎮
- 蒙自之犒吾、克甲、納更等三鄉鎮
- 箇舊之和鄰鄉